# Bellevigny
Bellevigny est une commune nouvelle française, située dans le département de la Vendée, en région Pays de la Loire.
Issue de la fusion des communes de Belleville-sur-Vie et de Saligny, elle est créée le 1er janvier 2016.

## Géographie
Le chef-lieu de la commune nouvelle, Belleville-sur-Vie, se situe au centre du département de la Vendée.
| Les Lucs-sur-Boulogne |            | Saint-Denis-la-Chevasse |
| Beaufou               | Bellevigny |                         |
| Le Poiré-sur-Vie      |            | Dompierre-sur-Yon       |

### Climat
Pour des articles plus généraux, voir Climat des Pays de la Loire et Climat de la Vendée.
En 2010, le climat de la commune est de type climat océanique altéré, selon une étude du CNRS s'appuyant sur une série de données couvrant la période 1971-2000. En 2020, Météo-France publie une typologie des climats de la France métropolitaine dans laquelle la commune est exposée à un climat océanique et est dans la région climatique  Bretagne orientale et méridionale, Pays nantais, Vendée, caractérisée par une faible pluviométrie en été et une bonne insolation. 
Pour la période 1971-2000, la température annuelle moyenne est de 11,9 °C, avec une amplitude thermique annuelle de 13,8 °C. Le cumul annuel moyen de précipitations est de 841 mm, avec 12,5 jours de précipitations en janvier et 6,6 jours en juillet. Pour la période 1991-2020, la température moyenne annuelle observée sur la station météorologique de Météo-France la plus proche, sur la commune de La Roche-sur-Yon à 13 km à vol d'oiseau, est de 12,4 °C et le cumul annuel moyen de précipitations est de 885,5 mm,. Pour l'avenir, les paramètres climatiques de la commune estimés pour 2050 selon différents scénarios d'émission de gaz à effet de serre sont consultables sur un site dédié publié par Météo-France en novembre 2022.

## Urbanisme

### Typologie
Au 1er janvier 2024, Bellevigny est catégorisée bourg rural, selon la nouvelle grille communale de densité à sept niveaux définie par l'Insee en 2022.
Elle appartient à l'unité urbaine de Bellevigny, une unité urbaine monocommunale constituant une ville isolée,. Par ailleurs la commune fait partie de l'aire d'attraction de La Roche-sur-Yon, dont elle est une commune de la couronne,. Cette aire, qui regroupe 45 communes, est catégorisée dans les aires de 50 000 à moins de 200 000 habitants,.

## Toponymie
Le néotoponyme Bellevigny consiste en l’apocope du toponyme Belleville (forme usuelle de désignation de Belleville-sur-Vie) et l’aphérèse d’un autre, Saligny.

Limites et bourgs des communes fondatrices de Bellevigny.

## Histoire
La commune nouvelle de Bellevigny naît de la fusion de deux communes, Belleville-sur-Vie et Saligny. L’arrêté préfectoral no 15-DRCTAJ/2-582 du 19 novembre 2015 entérine la fusion.

## Politique et administration

### Liste des maires
| Période         | Période          | Identité         | Étiquette | Qualité                                                                                     |
| --------------- | ---------------- | ---------------- | --------- | ------------------------------------------------------------------------------------------- |
| 5 janvier 2016  | 16 novembre 2022 | Régis Plisson,   | PRV       | Ancien directeur de laiterie Maire délégué de Belleville-sur-Vie (2016-2020) Démissionnaire |
| 27 janvier 2023 | En cours         | Philippe Briaud, | SE        | Retraité du secteur bancaire, ancien adjoint                                                |

À la suite de la démission du maire Régis Plisson en novembre 2022, une élection partielle est organisée les 22 et 29 janvier 2023. Philippe Briaud, à la tête de la seule liste en lice, remporte le scrutin avec 1 007 voix sur 1 126 votants et 4 769 inscrits.

### Structure intercommunale
Alors que les deux communes sont incluses dans le périmètre de la communauté de communes Vie-et-Boulogne, un arrêté préfectoral du 17 décembre 2015 attribue 7 sièges à Bellevigny au conseil communautaire à compter du 1er janvier 2016.

## Démographie

### Gentilé
Les habitants de Bellevigny sont appelés les Bellevignois.

### Communes déléguées
| Nom                        | Code Insee | Intercommunalité | Superficie (km2) | Population (dernière pop. légale) | Densité (hab./km2) |
| -------------------------- | ---------- | ---------------- | ---------------- | --------------------------------- | ------------------ |
| Belleville-sur-Vie (siège) | 85019      |                  | 15,26            | 3 850 (2015)                      | 252                |
| Saligny                    | 85279      |                  | 23,73            | 2 008 (2015)                      | 85                 |

## Pour approfondir